# Koitö
Koitö är en liten bergig ö, numera förenad med fastlandet i byn Svartså omkring nio kilometer sydväst om Borgå. 
På Koitö finns tre låga jordblandade stenrösen, som 1928 undersöktes av Alfred Hackman. Fynden tillhör yngre romersk järnålder, 300-talet, och omfattar bland annat armringar, germanska bronsfibulor och 15 pärlor, bland dem sju guldfoliepärlor och två glaspärlor, de senare med motsvarigheter i Kazan. Av största betydelse är ett helt lerkärl av asbestmagrat gods med paralleller bland fynd från insjöplatån. Fynden från Koitö är ett uttryck för förbindelser mellan Finlands inre delar, östra Nyland och Estland. Det visar att det funnits permanent bosättning i trakten under den äldre järnåldern.